# Diane-Gabrielle de Damas de Thianges
Diane Gabrielle Damas, duchesse de Nevers, även känd som Mademoiselle de Thianges, född 1656, död 1715, var en fransk aristokrat. Hon var systerdotter till Madame de Montespan och det förekom flera rykten om att hon var älskarinna till kung Ludvig XIV av Frankrike, men det finns ingenting som tyder på att ryktena stämde. Hennes brev har publicerats.

## Biografi
Diane-Gabrielle utbildades vid Abbaye aux Bois. Hon gifte sig 1670 med Philippe Jules Mancini, hertig de Nevers, i närvaro av kungafamiljen. Hon beskrivs som en skönhet, och hennes make ryktades ha varit svartsjuk, men inte visat sin svartsjuka för henne.
Diane-Gabrielle ryktades ha varit mätress till kung Ludvig XIV av Frankrike. 1676 nämnde Madame de Sevigne att Madame de Montespan inte fruktade några rivaler utom sin systerdotter. 
1680 uppges Madame de Montespan ha försökt få kungen att intressera sig för hennes systerdotter istället för Marie-Angelique de Fontanges, men utan framgång. Kungen uppges ha tyckt om hennes sällskap, vid flera tillfällen besökt henne i hennes rum på slottet och tagit med henne som sällskap i sin vagn under resor, men det finns inget som tyder på att de hade ett sexuellt förhållande. 
Hon kvarstannade vid hovet sedan kungen avslutat sitt förhållande med hennes moster. Hon blev änka 1707, och ska sedan ha ingått i hertiginnan av Maines krets på Sceaux. 
Diane-Gabrielle de Damas de Thianges brev publicerades 1856.